# جوزف غولدشتاين
جوزيف غولدشتاين (بالإنجليزية: Joseph L. Goldstein)‏ (ولد في 18 أبريل 1940) هو عالم كيمياء حيوية ووراثة أمريكي، وأحد رواد دراسة أيض الكولستيرول، حصل على جائزة نوبل في الطب سنة 1985 مشاركة مع مواطنه مايكل ستيوارت براون.
حصل غولدشتاين على درجة البكالوريوس في العلوم (تخصص الكيمياء) من جامعة واشنطن آند لي في ليكسنغتون بولاية فرجينيا سنة 1962، ثم حصل على شهادته الطبية الأولى سنة 1966 من جامعة جنوب غرب تكساس الطبية.

## عمله البحثي
عاد غولدشتاين إلى مركز العلوم الصحية بجامعة تكساس في مدينة دالاس (الذي يسمى حالياً المركز جنوب غرب تكساس الطبي بجامعة تكساس)، وهناك أجرى مع زميله براون أبحاثاً حول أيض الكولستيرول، واكتشفا أن الخلايا البشرية تحتوي على مستقبلات للبروتين الدهني منخفض الكثافة تستخلص الكولستيرول من مجرى الدم. ويعزى فرط الكولستيرول العائلي (بالإنجليزية: familial hypercholesterolemia)‏ إلى نقص في تلك المستقبلات، وتؤدي زيادة الكولستيرول هذه بدورها إلى زيادة ملحوظة في احتمال حدوث الأمراض المرتبطة بالكولستيرول، ومنها داء شريان القلب التاجي. كما توصلت أبحاثهم إلى اكتشاف ظاهرة هامة في البيولوجيا الخلوية هي الالتقام الخلوي المتواسط بالمستقبلات.
أدت أبحاث غولدشتاين وبراون إلى تطور مجموعة أدوية الستاتين الخافضة لكولستيرول الدم، التي يستخدمها اليوم 16 مليون مريض في الولايات المتحدة وحدها. كما وضح فريق غولدشتاين وبراون دور التعديل الدهني للبروتينات في حدوث السرطان.
وفي سنة 1993 نجح تلميذا غولدشتاين وبراون «وانغ شياودونغ» و«مايكل بريغز» في تنقية البروتينات الرابطة للعنصر المنظم للستيرولات (بالإنجليزية: Sterol Regulatory Element-Binding Proteins; SREBPs)‏ وهي مجموعة من عوامل الانتساخ المرتبطة بالغشاء الخلوي. ومنذ سنة 1993 قام غولدشتاين وبراون ورفاقهما في وصف الآليات المعقدة التي يتم بها إفراز البروتينات الرابطة للعنصر المنظم للستيرولات من الأغشية الخلوية، والتي تسمح بانتقالها إلى النواة لتنشيط جميع الجينات المسؤولة عن تخليق الكولستيرول والأحماض الدهنية.

## عمله الحالي
يعمل غولدشتاين أستاذ كرسي في مركز جامعة جنوب غرب تكساس الطبي في دالاس، كما يشغل كرسي جولي ولويس بيتشيرل المميز للعلوم الطبية الحيوية وكرسي بول ج. توماس للطب. وقد رشح عدة مرات لمناصب مرموقة في الإدارة العلمية. وما زال غولدشتاين وشريكه في جائزة نوبل مايكل ستيوارت براون يتعاونان في قيادة فريق بحثي يضم العديد من المتدربين من حاملي الدكتوراه وطلبة الدكتوراه.

## عضويته في الجمعيات والهيئات العلمية
يرأس غولدشتاين حالياً لجنة التحكيم التي تمنح جوائز ألبرت لاسكر للبحث الطبي، وهو عضو مجلس أمناء معهد هوارد هيوز الطبي وجامعة روكفلر، كما أنه عضو بالأكاديمية الوطنية الأمريكية للعلوم وعضو أجنبي في الجمعية الملكية البريطانية.

## الجوائز
في سنة 1985 حصل غولدشتاين على جائزة نوبل في الطب مناصفة مع مواطنه مايكل ستيوارت براون لأبحاثه حول أيض البروتين الدهني منخفض الكثافة، كما حصل أيضاً على العديد من الجوائز الأخرى عن مشاركاته العلمية في مجال الأمراض الوراثية.
من الجوائز التي حصل عليها غولدشتاين:
- الجائزة الدولية لمؤسسة غيردنر مناصفة مع مايكل ستيوارت براون (1981)
- جائزة لويزا غروس هورويتز من جامعة كولومبيا، مناصفة أيضاً مع مايكل ستيوارت براون (1984)
- جائزة ألبرت لاسكر للأبحاث الطبية الأساسية، مناصفة أيضاً مع مايكل ستيوارت براون (1985)[13]
- الوسام الوطني للعلوم (1988)[14]
- جائزة مركز ألباني الطبي، مناصفة مع مايكل ستيوارت براون (2003)

## روابط خارجية
- جوزف غولدشتاين على موقع الموسوعة البريطانية (الإنجليزية)
- جوزف غولدشتاين على موقع مونزينجر (الألمانية)
- جوزف غولدشتاين على موقع ميوزك برينز (الإنجليزية)
- جوزف غولدشتاين على موقع إن إن دي بي (الإنجليزية)